# Punta Telegrafo
Punta Telegrafo è una montagna delle Prealpi Bresciane e Gardesane alta 2.200 m s.l.m.. Fa parte delle Prealpi Gardesane Orientali, è terza cima più alta della catena del monte Baldo dopo cima Valdritta e cima Fontanelle ed è situata nella parte settentrionale della provincia di Verona, si trova sul territorio dei comune di Brenzone sul Garda. 
Poco sotto la cima si trova il rifugio "Barana al Telegrafo" di proprietà del Club Alpino Italiano.